# Aleksander Kornak
Aleksander Stefan Kornak (ur. 17 grudnia 1920 w Wilkowyji-Rzeszowie, zm. 2005) – polski ekonomista i wykładowca, specjalista od zagadnień turystyki. 

## Życiorys
Z wykształcenia był ekonomistą. Wykładał w Katedrze Marketingu i Zarządzania Gospodarką Turystyczną Akademii Ekonomicznej im. Oskara Langego we Wrocławiu, Wyższej Szkole Zarządzania i Bankowości w Poznaniu oraz Wyższej Szkole Hotelarstwa i Turystyki. W 1990 uzyskał tytuł profesora. Zajmował się naukowo zagadnieniami turystyki.  
Był wieloletnim działaczem Stronnictwa Demokratycznego. 

## Wybrane publikacje
- Ekonomika turystyki, Akademia Ekonomiczna im. Oskara Langego, Wrocław 1975
- Droga do europejskiego rynku wewnętrznego w turystyce, Akademia Ekonomiczna im. Oskara Langego we Wrocławiu, Wrocław 1991.
- Aleksander Stefan Kornak, Ryszard Szeremeta, Strategia i zarządzanie marketingowe w promocji i zbycie turystyki i uzdrowisk, 2001.
- Vademecum strategii i działań operacyjnych w turystyce i uzdrowiskach, Wydawnictwo Wyższej Szkoły Zarządzania, Wrocław 2002.
- (red. nauk. Aleksander Stefan Kornak, autorzy Wiesław Gworys, Aleksander Stefan Kornak, Ryszard Szeremeta), Jak kierować hotelami i innymi obiektami noclegowymi, Wyższa Szkoła Hotelarstwa i Turystyki w Częstochowie, Częstochowa 2003.
- Ekonomika i organizacja biur podróży, Wyższa Szkoła Hotelarstwa i Turystyki, Częstochowa 2003.